# Zădăriciu
Zădăriciu – wieś w Rumunii, w okręgu Giurgiu, w gminie Vânătorii Mici. W 2011 roku liczyła 218 mieszkańców.